# Economidichthys
Economidichthys är ett släkte av fiskar. Economidichthys ingår i familjen smörbultsfiskar.
Kladogram enligt Catalogue of Life:
| Economidichthys | \| \| Economidichthys pygmaeus \| \| \| \| \| \| Economidichthys trichonis \| \| \| \| |
|                 | \| \| Economidichthys pygmaeus \| \| \| \| \| \| Economidichthys trichonis \| \| \| \| |
|                 | Economidichthys pygmaeus                                                               |
|                 |                                                                                        |
|                 | Economidichthys trichonis                                                              |
|                 |                                                                                        |